# Parc de Skinnarvik
Le parc de Skinnarvik (en suédois : Skinnarviksparken) est un parc du quartier de Södermalm à Stockholm en Suède. 

## Description
Le parc est situé sur la colline au sud de la rue Söder Mälarstrand sur la colline Skinnarviksberget le point naturel le plus élevé de Stockholm, qui culmine à 53 mètres d'altitude. 
Aire de jeux, espaces verts, affleurements rocheux, zones de repos et de nombreux types d'arbres différents.
Le parc est naturel avec de grandes dénivelés, de grands arbres et dans tout le parc, il y a de nombreux points de vue magnifiques avec des vues sur Riddarfjärden et Stockholm. 
Dans la partie orientale du parc Skinnarviksberget présente des affleurements rocheux et un caractère naturel.
Dans la partie ouest du parc, le caractère est plus organisé avec des zones de pelouses en contraste avec le caractère naturel..
En hiver, la luge est populaire dans une partie du parc.
Dans la partie basse du parc, se trouve depuis 1979 la sculpture en acier inoxydable Progression d'Arne Jones. Dans la partie sud du parc, un kiosque à café est installé pendant l'été depuis 2010. Des concerts sont organisés chaque année dans le parc..

## Histoire
Le nom Skinnarviken apparaît déjà dans de vieux documents au début du XVIIème siècle. Ce sont ensuite des tanneurs, appelés aussi peaussiers, qui s'y installent. L'un des noms mentionnés dans un inventaire de succession de 1658 est Jöran Marckusson Skinnare, qui était propriétaire d'une ferme à « Skinnarewickz-gatun ». Les tanneurs dépendaient d’un approvisionnement abondant en eau pour leur profession. Comme l’activité répandait une odeur désagréable autour d’elle, elle a dû être menée loin des zones urbaines..
La zone où se trouve le Skinnarviksparken faisait auparavant partie du manoir de Kristinehov, construit au XVIIIème siècle..
Le parc a été créé à l'origine dans les années 1930, mais le nom « Skinnarviksparken » a déjà été décidé en 1915. Skinnarviksparken et la partie ouest de Skinnarviksberget ont été conçus selon de nouvelles idées selon lesquelles la nature originale du site devait être préservée dans la plus grande mesure possible et guider la conception du parc..
Dans les années 1970, le Münchenbacken a été créé dans la partie nord du parc. 
Une rénovation du parc a débuté en 2008. 
L'aire de jeux a été rénovée en 2017-2018 sur le thème des montgolfières..

## Galerie

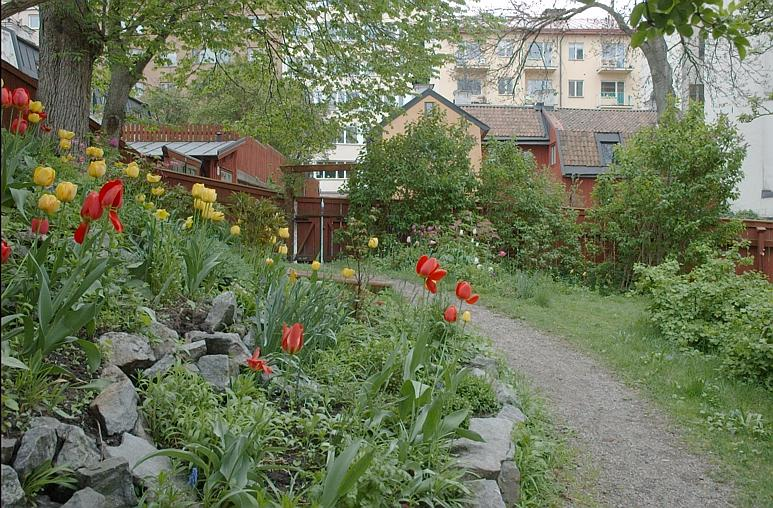
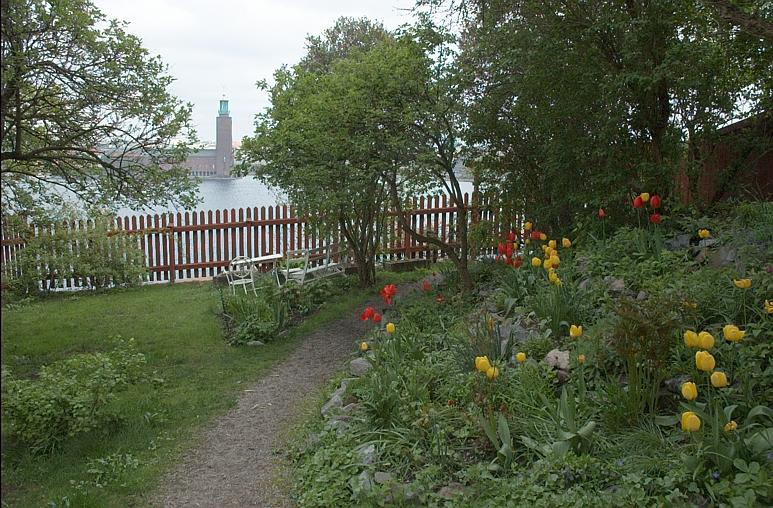
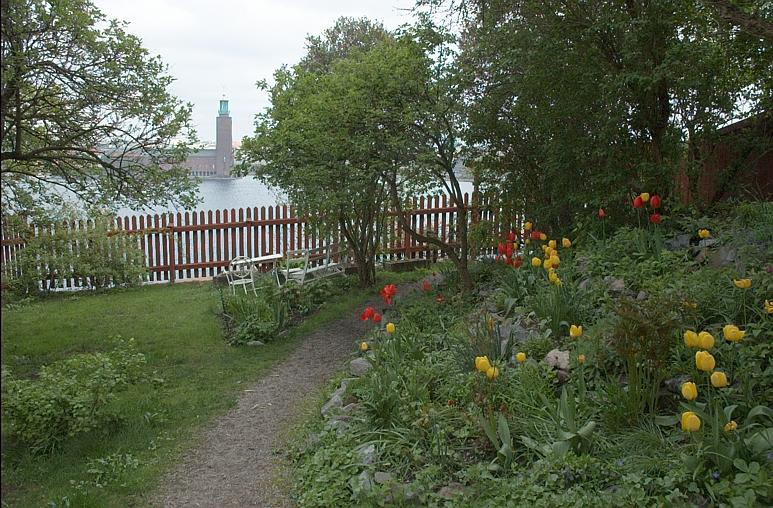
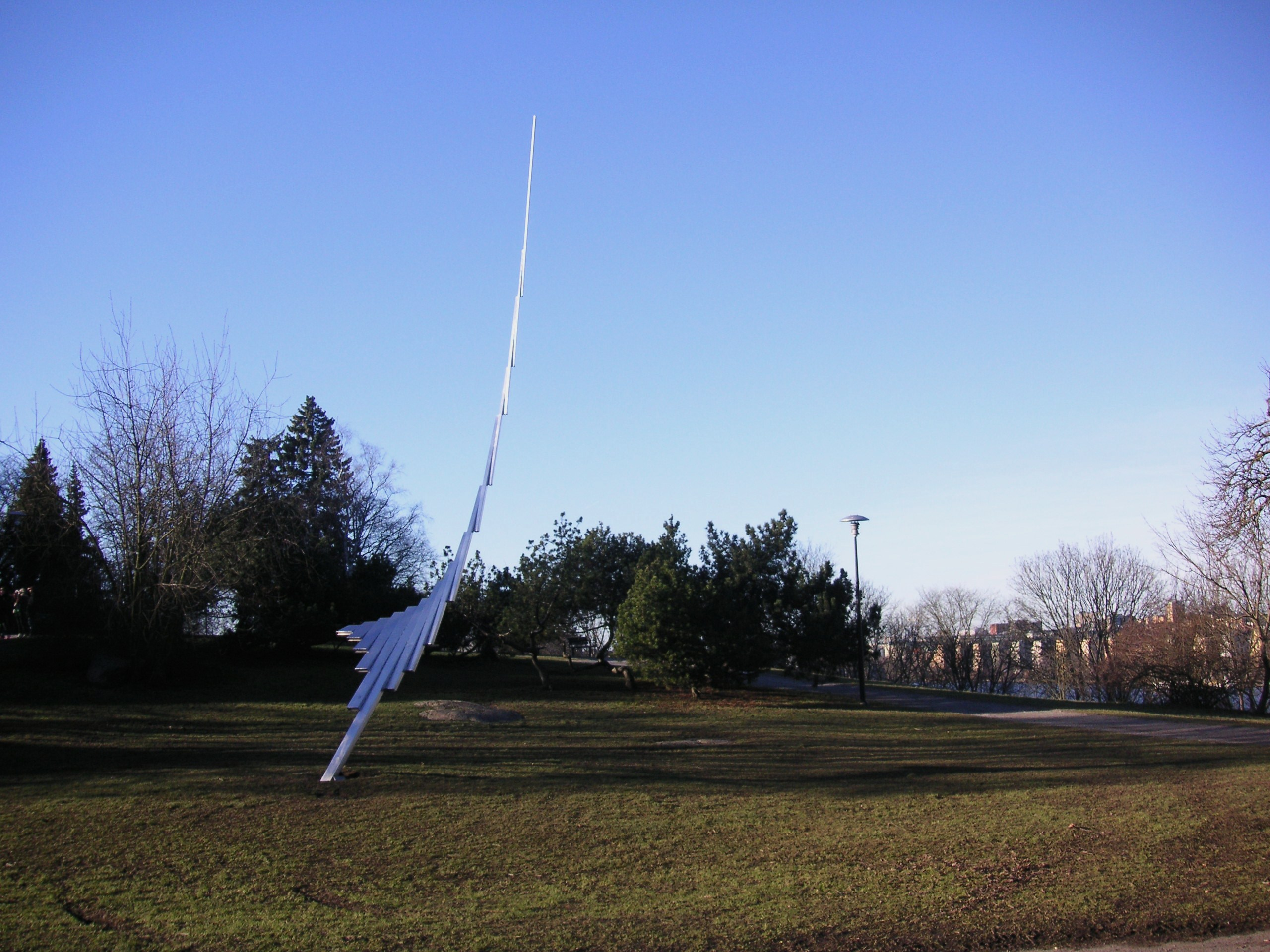
La sculpture Progression de Arne Jones.